# Parijs in films
Parijs vormt het filmdecor van een groot aantal Franse en internationale films. Iedere dag vinden er gemiddeld tien opnames plaats in Parijs. Zo werden in 2013 bijvoorbeeld 113 speelfilms, 116 tv-afleveringen, 145 korte films, 60 documentaires, 200 reclamespots en 170 schoolfilms opgenomen. Filmen in openbare ruimtes in Parijs is gratis (afgezien van een parkeervergunning voor de voertuigen van de film-crew). Voor het maken van opnames op plekken als musea, begraafplaatsen of het riool moet wel betaald worden. Dit levert de stad Parijs ieder jaar tussen de € 500.000 en € 700.000 aan opbrengsten op. 
De volgende films spelen zich grotendeels af in Parijs, soms in de omgeving hiervan.

## Franse films
- 1938 : Hôtel du Nord, Marcel Carné
- 1945 : Les Enfants du paradis, Marcel Carné
- 1947 : Quai des Orfèvres, Henri-Georges Clouzot
- 1955 : French Cancan, Jean Renoir
- 1956 : La Traversée de Paris, Claude Autant-Lara
- 1958 : Ascenseur pour l'échafaud, Louis Malle
- 1959 : Les Quatre Cents Coups, François Truffaut
- 1960 : À bout de souffle, Jean-Luc Godard
- 1960 : Zazie dans le métro, Louis Malle
- 1962 : Cléo de 5 à 7, Agnès Varda
- 1964 : Le Corniaud, Gérard Oury
- 1965 : Paris vu par…, Jean Douchet, Jean Rouch, Jean-Daniel Pollet, Éric Rohmer, Jean-Luc Godard, Claude Chabrol
- 1966 : La Grande Vadrouille, Gérard Oury
- 1966 : Paris brûle-t-il ?, René Clément
- 1967 : Belle de jour, Luis Buñuel
- 1969 : L'Armée des ombres, Jean-Pierre Melville
- 1972 : Le Grand Blond avec une chaussure noire, Yves Robert
- 1973 : Le Magnifique, Philippe de Broca
- 1973 : Les Aventures de Rabbi Jacob, Gérard Oury
- 1974 : Les Chinois à Paris, Jean Yanne
- 1974 : Touche pas à la femme blanche !, Marco Ferreri
- 1975 : Peur sur la ville, Henri Verneuil
- 1976 : L'Aile ou la Cuisse, Claude Zidi
- 1978 : La Carapate, Gérard Oury
- 1978 : Violette Nozière, Claude Chabrol
- 1980 : Inspecteur la Bavure, Claude Zidi
- 1980 : Le Coup du parapluie, Gérard Oury
- 1980 : Le Dernier Métro, François Truffaut
- 1980 : Les Sous-doués, Claude Zidi
- 1981 : Le Professionnel, Georges Lautner
- 1981 : Les Sous-doués en vacances, Claude Zidi
- 1982 : Le père Noël est une ordure, Jean-Marie Poiré
- 1982 : Pour 100 briques, t'as plus rien..., Édouard Molinaro
- 1983 : Banzaï, Claude Zidi
- 1983 : Le Marginal, Jacques Deray
- 1983 : Tchao Pantin, Claude Berri
- 1984 : Les Ripoux, Claude Zidi
- 1984 : Pinot simple flic, Gérard Jugnot
- 1985 : Scout toujours..., Gérard Jugnot
- 1985 : Subway, Luc Besson
- 1986 : Autour de minuit, Bertrand Tavernier
- 1986 : Nuit d'ivresse, Bernard Nauer
- 1989 : Ripoux contre ripoux, Claude Zidi
- 1991 : La Totale !, Claude Zidi
- 1991 : Les Amants du Pont-Neuf, Leos Carax
- 1991 : L'Opération Corned-Beef, Jean-Marie Poiré
- 1991 : Une époque formidable..., Gérard Jugnot
- 1992 : L.627, Bertrand Tavernier
- 1992 : Les Nuits fauves, Cyril Collard
- 1993 : Trois Couleurs : Bleu, Krzysztof Kieslowski
- 1994 : L'Histoire du garçon qui voulait qu'on l'embrasse, Philippe Harel
- 1994 : Un Indien dans la ville, Hervé Palud
- 1995 : Les Anges gardiens, Jean-Marie Poiré
- 1996 : Chacun cherche son chat, Cédric Klapisch
- 1996 : Le Jaguar, Francis Veber
- 1997 : La Vérité si je mens !, Thomas Gilou
- 1997 : Le Dîner de cons, Francis Veber
- 1997 : On connaît la chanson, Alain Resnais
- 1998 : Place Vendôme, Nicole Garcia
- 1998 : Vive la mariée... et la libération du Kurdistan, Hiner Saleem
- 1999 : La Fille sur le pont, Patrice Leconte
- 1999 : Peut-être, Cédric Klapisch
- 2001 : Le Fabuleux Destin d'Amélie Poulain, Jean-Pierre Jeunet
- 2001 : Sur mes lèvres, Jacques Audiard
- 2002 : La Mentale, Manuel Boursinhac
- 2002 : Le Boulet, Alain Berbérian et Frédéric Forestier
- 2002 : Ma femme s'appelle Maurice, Jean-Marie Poiré
- 2002 : Mauvais esprit, Patrick Alessandrin
- 2002 : Monsieur Batignole, Gérard Jugnot
- 2003 : Bon Voyage, Jean-Paul Rappeneau
- 2003 : Chouchou, Merzak Allouache
- 2003 : Innocents: The Dreamers (The Dreamers), Bernardo Bertolucci
- 2003 : Laisse tes mains sur mes hanches, Chantal Lauby
- 2003 : Rire et Châtiment, Isabelle Doval
- 2004 : 36 quai des Orfèvres, Olivier Marchal
- 2004 : Le Pont des Arts, Eugène Green
- 2005 : Angel-A, Luc Besson
- 2005 : La Doublure, Francis Veber
- 2005 : Le Petit Lieutenant, Xavier Beauvois
- 2005 : Le Promeneur du Champ-de-Mars, Robert Guédiguian
- 2005 : Les Poupées russes, Cédric Klapisch
- 2006 : Ne le dis à personne, Guillaume Canet
- 2006 : Paris, je t'aime
- 2008 : Faubourg 36, Christophe Barratier
- 2008 : Paris, Cédric Klapisch
- 2009 : LOL, Lisa Azuelos
- 2012 : Holy Motors, Leos Carax

## Internationale films
- 1951 : Un Américain à Paris, Vincente Minnelli
- 1952 : Moulin Rouge, John Huston
- 1956 : Drôle de frimousse, Stanley Donen
- 1957 : Ariane, Billy Wilder
- 1957 : Belle de Moscou, Rouben Mamoulian
- 1962 : Les Quatre Cavaliers de l'Apocalypse, Vincente Minnelli
- 1963 : Charade, Stanley Donen
- 1963 : Irma la Douce, Billy Wilder
- 1966 : Comment voler un million de dollars, William Wyler
- 1972 : Le Dernier Tango à Paris, Bernardo Bertolucci
- 1985 : Dangereusement vôtre, John Glen
- 1988 : Frantic, Roman Polanski
- 1990 : Maman, j'ai raté l'avion, Chris Columbus
- 1993 : La Fenêtre vers Paris, Yuri Mamin, Arcady Tigay
- 1995 : Jefferson à Paris, James Ivory
- 1996 : Tout le monde dit I love you, Woody Allen
- 1998 : Ronin, John Frankenheimer
- 2001 : Moulin Rouge, Baz Luhrmann
- 2001 : Le Baiser mortel du dragon, Luc Besson
- 2002 : The Bourne identity, Doug Liman
- 2003 : Le Divorce, James Ivory
- 2003 : Moi César, 10 ans ½, 1m39, Richard Berry
- 2004 : Before Sunset, Richard Linklater
- 2006 : Da Vinci Code, Ron Howard
- 2007 : Rush Hour 3, Brett Ratner
- 2007 : The Bourne ultimatum, Paul Greengrass
- 2009 : G.I. Joe: The Rise of Cobra, Stephen Sommers
- 2010 : From Paris with Love, Pierre Morel
- 2010 : Inception, Christopher Nolan
- 2010 : The Tourist, Florian Henckel von Donnersmarck
- 2011 : Midnight in Paris, Woody Allen